# Józef Jaszuński (działacz społeczny)
Józef Jaszuński (ur. 3 grudnia?/15 grudnia 1881 w Grodnie, zm. styczeń 1943 w Treblince) – żydowski inżynier, publicysta i działacz społeczny, przewodniczący Organizacji Rozwoju Twórczości Przemysłowej Rzemieślniczej i Rolniczej wśród Ludności Żydowskiej w Polsce (ORT), członek warszawskiego Judenratu oraz prezydium Żydowskiej Samopomocy Społecznej podczas II wojny światowej. 

## Życiorys
Syn Wulfa i Jetty z Bernsztejnów. Ukończył gimnazjum w Grodnie, podjął studia prawnicze na Uniwersytecie w Petersburgu. Na tej samej uczelni studiował następnie fizykę i matematykę, studia ukończył w 1904 roku. W następnych latach podjął studia w Wyższej Szkole Technicznej w Charlottenburgu. Współpracował z jidyszowym czasopismem „Der Frajnd”, używając pseudonimów „Ben Chaim” i „B. Ch”. Publikował również na łamach gazet „Dos Lebn”, „Jidisze Cukunft”, „Jewrejskaja Żyzń” oraz „Buduščnost” i „Žurnal Ministerstwa Justicii”. W latach 1907–1912 pracował jako sekretarz redakcji encyklopedii Brockhausa i Efrona oraz jako redaktor jej małego wydania. W młodości był zwolennikiem syjonizmu, odszedł od niego w związku z rozważaniem przez syjonistów planu ugandyjskiego. Następnie był zwolennikiem Bundu.
Od 1920 roku mieszkał w Wilnie, gdzie rok później podjął pracę w organizacji ORT. Od 1924 roku pełnił funkcję dyrektora żydowskiego gimnazjum matematyczno-przyrodniczego w Wilnie, będącego jedną z najlepszych szkół żydowskich w Polsce. Od 1928 roku mieszkał w Warszawie, gdzie pracował jako dyrektor biur Centrali ORT-u. Był również członkiem prezydium JIWO. Angażował się w rozwój szkolnictwa oraz kursów rzemieślniczych prowadzonych przez ORT, był także działaczem spółdzielczym, pełnił funkcję redaktora naczelnego polsko-żydowskiej gazety „Ruch Spółdzielczy”.
Od 1923 roku na łamach dziennika „Folkscajtung” prowadził własną rubrykę poświęconą postępowi technicznemu oraz przyrodoznawstwu. Był autorem wydanej w 1927 roku książki Natur un mencz, a od 1929 roku redagował serię wydawniczą Natur un Kultur, wydawaną przez Kultur-Lige. Zajmował się również bezpieczeństwem, higieną oraz racjonalizacją pracy rzemieślniczej, publikując artykuły na ten temat na łamach m.in. gazet „Unzer Cajt”, „ORT-Jedijes”, „Rzemiosło” oraz „Wiedza i Życie”. 
Podczas II wojny światowej, w październiku 1939 roku został członkiem pierwszego składu warszawskiego Judenratu. Początkowo kierował w nim Wydziałem Emigracyjnym, a od wiosny 1940 roku był przewodniczącym Wydziału Statystycznego. W sierpniu 1940 roku objął stanowisko przewodniczącego Wydziału Kształcenia Zawodowego. Od stycznia 1941 roku był członkiem Komisji Pracy i Wytwórczości, a później przewodniczącym Wydziału Wytwórczości. W sierpniu 1941 roku został jednym z udziałowców spółki „Wytwórczość Żydowska”.
Od maja 1940 roku był członkiem prezydium Żydowskiej Samopomocy Społecznej. Adam Czerniaków i część działaczy naciskała, aby Jaszuński został mianowany przewodniczącym prezydium, ostatecznie został nim jednak Michał Weichert. Jaszuński został ostatecznie jego zastępcą, objął także funkcję przewodniczącego Wydziału Pomocy Pracy i Pomocy Gospodarczej w ŻSS. Dalej pracował także jako kierownik ORT-u, działającego w ramach Żydowskiego Komitetu Opiekuńczego Miejskiego. Współpracował z grupą badaczy skupionych wokół Emanuela Ringelbluma.
W getcie warszawskim mieszkał przy ulicy Żelaznej 78, jego współlokatorem był Henryk Makower. W przeddzień wielkiej akcji likwidacyjnej wraz z częścią członków Judenratu został uwięziony na Pawiaku w charakterze zakładnika, po kilku dniach został zwolniony. Po reorganizacji warszawskiego Judenratu, 15 sierpnia 1942 roku objął stanowisko przewodniczącego jego Wydziału Ogólnego. Zginął wraz z żoną i synem Michałem podczas akcji styczniowej, wywieziony do obozu zagłady w Treblince.
Jego żoną była Zofia z domu Waserdaum, miał dwóch synów: Michała i Grzegorza. Michał był lekarzem, natomiast Grzegorz Jaszuński został członkiem Judenratu getta wileńskiego, przeżył II wojnę światową i był po niej działaczem Bundu.